# 科库螺总科
仁螺总目（學名： Haszprunar, 1987）是2005年分類的六大支序之一。旗下只有科库螺总科（ Dall, 1882）一個總科。

## 分類
根據在1997年的旁得和林德伯格的腹足類分類，仁螺总目是直腹足亚纲（Orthogastropoda Ponder & David R. Lindberg, 1996）之下的一個分支，來自较早期分類前鳃亚纲（Prosobranchia）和后鳃亚纲（Opisthobranchia）合併而成，包括兩大總科：
- 科库螺总科 Cocculinoidea Dall, 1882
- Lepetelloidea总科 Dall, 1882：包括深海笠螺。

根據2005年的《布歇特和洛克羅伊的腹足類分類》，Lepetelloidea總科從仁螺總目之下移往古腹足類（Vetigastropoda），使仁螺總目之下實際上只餘下原來科庫螺總科的兩個科，即：
- Bathysciadiidae
- 科庫螺科 Cocculinidae：又名小帽螺科[3][4]。

## 延伸閱讀
- Strong, Ellen E.; Harasewych, M. G.; Haszprunar, G. . Invertebrate Biology. 2005, 122 (2): 114–125. doi:10.1111/j.1744-7410.2003.tb00077.x （英语）.